# Geodia carolae
Espèce
Synonymes
Geodia lendenfeldi Stone, Lehnert & Reiswig, 2011
Geodia robusta (Lendenfeld, 1910)
Geodia robusta var. carolae (Lendenfeld, 1910)
Geodia robusta var. megaclada (Lendenfeld, 1910)
Geodia robusta var. megasterra (Lendenfeld, 1910)
Geodinella robusta Lendenfeld, 1910
Geodinella robusta var. carolae Lendenfeld, 1910
Geodinella robusta var. megaclada Lendenfeld, 1910
Geodinella robusta var. megasterra Lendenfeld, 1910
Geodinella robusta var. robusta Lendenfeld, 1910
Geodia carolae est une espèce d'éponges de la famille des Geodiidae présente au large des côtes du Canada et des États-Unis, de la Californie jusqu'à l'Alaska, à l'est de l'océan Pacifique.

## Taxonomie
L'espèce est décrite par Robert Lendlmayr von Lendenfeld en 1910 sous le nom de Geodinella robusta var. carolae.
Synonymes
- Geodia lendenfeldi Stone, Lehnert & Reiswig, 2011
- Geodia robusta (Lendenfeld, 1910)
- Geodia robusta var. carolae (Lendenfeld, 1910) (protonyme)
- Geodia robusta var. megaclada (Lendenfeld, 1910)
- Geodia robusta var. megasterra (Lendenfeld, 1910)
- Geodinella robusta Lendenfeld, 1910
- Geodinella robusta var. carolae Lendenfeld, 1910
- Geodinella robusta var. megaclada Lendenfeld, 1910
- Geodinella robusta var. megasterra Lendenfeld, 1910
- Geodinella robusta var. robusta Lendenfeld, 1910